# Friedrich Uebelhoer
Friedrich Uebelhoer (Rothenburg ob der Tauber, 25 settembre 1893 – 1950) è stato un politico e militare tedesco ufficiale del partito nazista.

## Biografia

### Primi anni di vita
Uebelhoer prestò servizio come ufficiale nell'esercito imperiale tedesco durante la prima guerra mondiale. Si iscrisse al partito nazista inizialmente nel 1922, poi di nuovo nel 1925, in seguito alla revoca del bando imposto al gruppo dopo il putsch di Monaco.
Divenne Kreisleiter a Naumburg (Saale) nel 1931. Fu sindaco di Naumburg dal 1933 al 1939 e prestò servizio anche come capo del Welfare del popolo nazionalsocialista a Gau Halle-Merseburg.

### Carriera nelle SS
Uebelhoer ricoprì il grado di Brigadeführer nelle Schutzstaffel e ricevette encomi per il suo coinvolgimento nell'annessione dei Sudeti e per il suo ruolo nell'Anschluss. Dopo l'occupazione della Polonia, prestò servizio come ispettore nel Reichsgau Wartheland. A Łódź ordinò la costruzione del ghetto ebraico il 10 dicembre 1939, una misura che descrisse come solo temporanea, aggiungendo che alla fine i nazisti intendevano "bruciare questa discarica di peste".
All'inizio di ottobre 1941, Uebelhoer attirò l'ira di Reinhard Heydrich quando protestò con veemenza contro la prevista deportazione di 60 000 ebrei tedeschi nel ghetto già sovraffollato. In una lettera a Uebelhoer, Heydrich ha minacciato di trarre "conclusioni appropriate" se Uebelhoer non avesse cambiato posizione. Attraverso i negoziati con Adolf Eichmann, il numero alla fine raggiunto fu di 20 000 ebrei e 5 000 zingari inviati a Łódź, con decine di migliaia inviati in altri ghetti. Nel novembre di quell'anno, per placare gli scrupoli di Uebelhoer sull'incendio doloso del ghetto iniziato dagli zingari, Heinrich Himmler consigliò a Uebelhoer di sparare a dieci zingari per ogni incendio scoppiato all'interno del ghetto. Quegli zingari che non perirono nel ghetto di Łódź furono uccisi dai furgoni a gas nel gennaio 1942 a Chełmno.
Uebelhoer fu licenziato dal suo incarico di governatore di Łódź nel dicembre 1942, dopo essere stato accusato di appropriazione indebita da Arthur Greiser. Le accuse alla fine non furono provate, ma il sospetto danneggiò la sua reputazione e fermò il suo avanzamento nelle SS. Sarebbe tornato nel gennaio 1944 nel ruolo minore di governatore del distretto di Merseburg.
Uebelhoer scomparve negli ultimi giorni della seconda guerra mondiale e rimase disperso. Fu dichiarato legalmente morto nel 1950.